# ناحیه بی‌نور

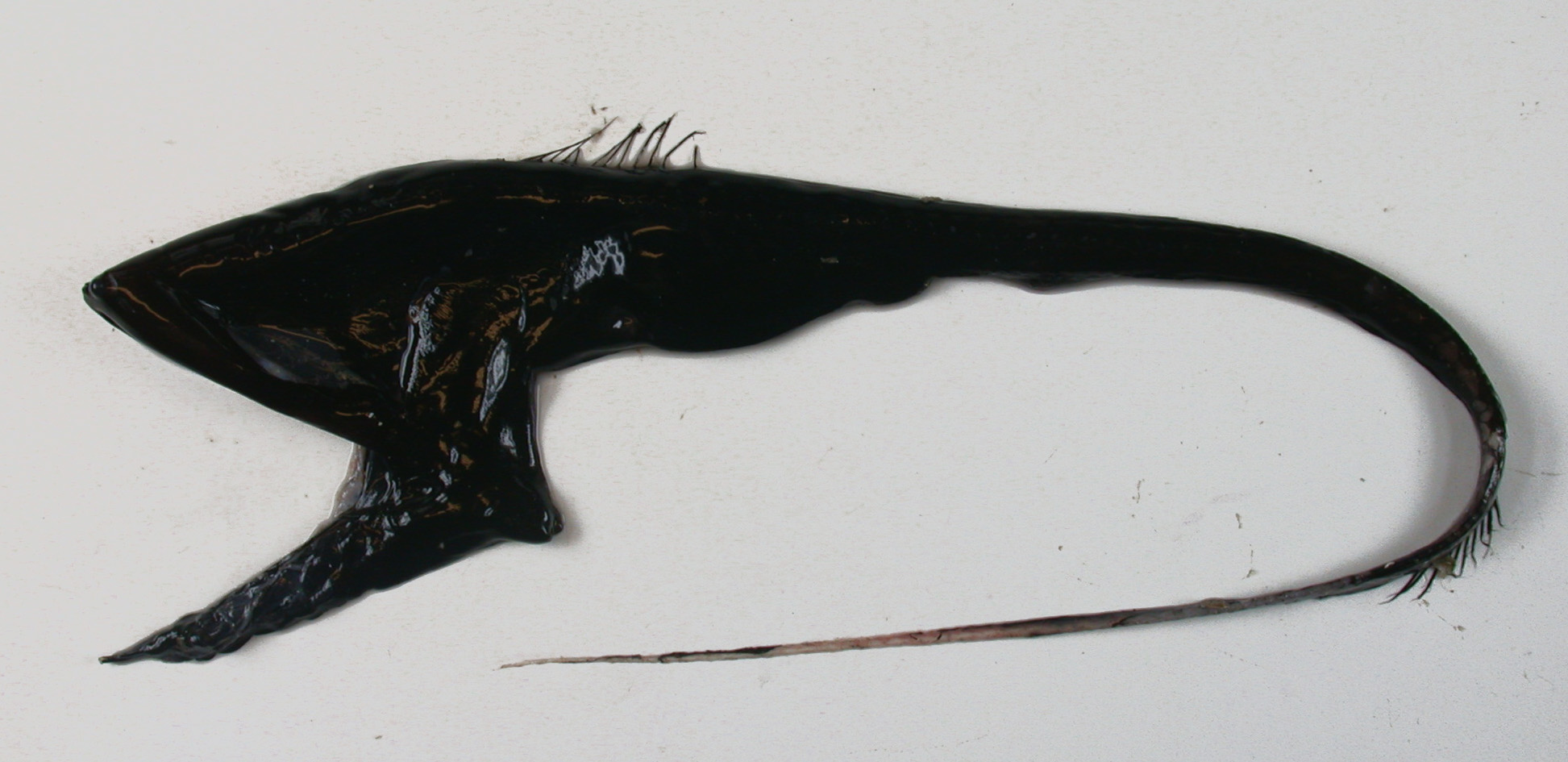
مهاجرت موجودات زنده از ناحیه بی نور

ناحیه بی‌نور (انگلیسی: Aphotic zone) بخشی از یک دریاچه، دریا یا اقیانوس است که در آن، نور خورشید بسیار کم است یا اصلاً وجود ندارد. به‌طور رسمی، این ناحیه به عنوان عمقی تعریف می‌شود که کمتر از ۱ درصد نور خورشید از آن عبور می‌کند. بالاتر از ناحیه بی‌نور، ناحیه نورگیر قرار دارد که از ناحیه خوش‌نور (euphotic) و ناحیه بی‌نور (disphotic) تشکیل شده است. ناحیه خوش‌نور، لایه ای از آب است که در آن نور کافی برای فتوسنتز خالص وجود دارد. ناحیه بی‌نور که به عنوان ناحیه گرگ و میش نیز شناخته می‌شود، لایه‌ای از آب با نور کافی برای دیدن شکارچیان است، اما به اندازه‌ای نیست که سرعت فتوسنتز بیشتر از سرعت تنفس باشد.
ناحیه بی‌نور از عمقی که کمتر از یک درصد نور خورشید به آن می‌رسد، آغاز می‌شود. با وجود این‌که بیشتر توده‌های زیستی اقیانوس در ناحیه نورگیر زندگی می‌کنند، ولی بیشتر آب اقیانوس در ناحیه بی‌نور قرار دارد. زیست‌تابی در این ناحیه از نور خورشید فراوان‌تر است. بیشتر غذا در این ناحیه از غرق شدن و فرورفتن موجودات مرده از آب‌های بالایی به کف دریاچه یا اقیانوس به دست می‌آید که به آن برف دریایی گفته می‌شود.
عمق ناحیه بی‌نور می‌تواند به شدت تحت تأثیر مواردی مانند کدورت آب و فصل سال قرار گیرد. ناحیه بی‌نور در زیر ناحیه نورگیر قرار دارد که بخشی از دریاچه یا اقیانوس است که مستقیماً تحت تأثیر نور خورشید قرار می‌گیرد.